# Refuge de l'Étang d'Araing
Pour les articles homonymes, voir Araing (homonymie).
Le refuge de l'Étang d'Araing, ou refuge Jacques Husson, est un refuge des Pyrénées françaises, situé à 1 965 m d’altitude dans la commune de Sentein, à l’extrême sud-ouest du département de l'Ariège au pied du pic du Crabère, sur le GR 10.

## Services
D’une capacité de 52 places, gardé du 1er juin au 30 septembre, il offre un service d’hébergement et de restauration. C’est le point de départ le plus facile de la voie normale du pic du Crabère, c’est aussi une étape du GR 10 et de la boucle transfrontalière « Pass’aran ». Les autres ascensions possibles sont le pic de l’Har, le pic de Serre-Haute, le pic de Maubermé, les mines du Bentaillou, etc. Il permet le passage en Espagne par le portillon d’Albe ou le port de la Hourquette. Hors saison, le refuge est non gardé et d’une capacité de 12 places.

## Accès
On y accède soit par la vallée de l’Isard à Sentein, village situé en vallée du Biros, en remontant la vallée du Lez depuis Saint-Girons par Castillon-en-Couserans, soit par la vallée de la Garonne par Fos et Melles, en suivant le GR 10.

## Historique
Le refuge de l'Étang d'Araing est appelé également Jacques-Husson en mémoire d'un administrateur du Club alpin français qui avait soutenu la création du premier refuge gardé ariégeois avant de disparaître en montagne. La commission des travaux de montagne du CAF, présidée par Jacques Husson, boucle très vite le projet conçu par l'architecte Jean Bordes, et les travaux commencent en 1976. Un an et 880 000 francs plus tard, le refuge est fini, proposant 52 places. Le 10 juillet 1976, en présence des autorités et de la famille de Jacques Husson, le refuge ariégeois est inauguré.
Le refuge est gardé par Anoura Barré, Zoé Faggianelli et Andrea Ribout ; il est sous la responsabilité du Club alpin ariégeois.